# Anisodes parva
Anisodes parva är en fjärilsart som beskrevs av W. Warren 1896. Anisodes parva ingår i släktet Anisodes och familjen mätare. Inga underarter finns listade i Catalogue of Life.